# Liam Finn

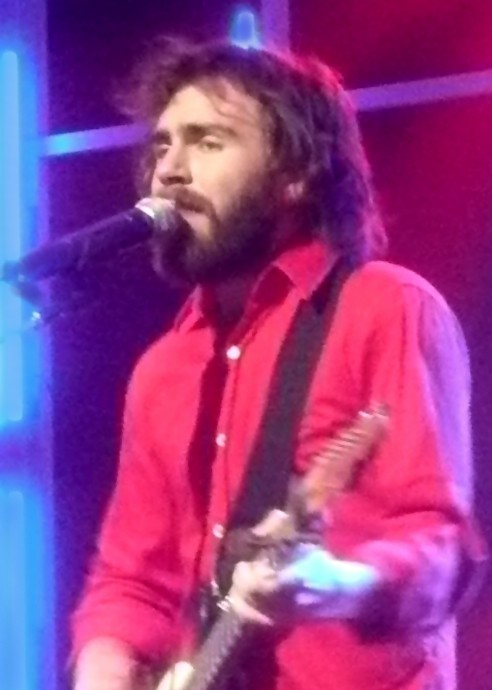
Liam Finn.

Liam Mullane Finn (nacido el 24 de septiembre de 1983 en Auckland,[cita requerida] Nueva Zelanda) es un cantante y compositor. Liam Finn combinó sus trabajos en solitario con Betchadupa y Crowded House.
Con Neil Finn, su padre, ha grabado dos discos como solista y uno en vivo en 2001, 7 Words Collide, junto a otras celebridades como Eddie Vedder , Johnny Marr , Lisa Germano o Tim Finn.

## Miembros
- Liam Finn
- Eliza-Jane Barnes

## Discografía
- I'll Be Lightning (2007)
- Live (in Spaceland) - February 22nd, 2008, Spaceland Recordings
- Champagne In Seashells - EP (2009)
- FOMO (2011)
- The Nihilist (2014)

## Enlaces
- www.liamfinn.tv
- Liam Finn Myspace

- Datos: Q2708494
- Multimedia: Liam Finn / Q2708494